# 狛江市立狛江第五小学校
狛江市立狛江第五小学校（こまえしりつ こまえだいごしょうがっこう）は、東京都狛江市東野川一丁目に位置する公立小学校である。狛江五小もしくは単に五小などと略される。

## 概要
狛江市内に6校ある小学校のうちのひとつで、市北東部に位置する。東野川全域、和泉本町二丁目、岩戸北二丁目を学区とし、卒業生の大半が狛江市立狛江第一中学校もしくは狛江市立狛江第四中学校に進学する。情緒障がい者向けに通級指導学級を持つ。
2019年、ダイヤモンド社が独自に行った狛江市内の各小学校の教育環境力の格付けで、1位に挙げられた。
校歌は狛江第五小学校校歌作成委員会が作詞・作曲した。1969年11月制定。

## 沿革
狛江第五小学校は1965年頃（昭和40年頃）から始まった急激な人口増に伴う児童の増加と覚東地区の学校建設の要望に応えるため、狛江第一小学校と狛江第二小学校から分かれ、市内5番目の小学校として1968年（昭和43年）に開校した。
- 1968年（昭和43年）
  - 3月 - 校舎を落成[7]。
  - 4月1日 - 狛江町立狛江第五小学校として開校[6][8]。
  - 校章を作成[9]。
- 1969年（昭和44年）
  - 5月 - プールを落成[6]。
  - 11月 - 校歌を制定[6]。
- 1970年（昭和45年）10月1日 - 狛江町の市制施行により、狛江市立狛江第五小学校に改称。
- 1972年（昭和47年）9月 - 体育館を落成[7]。
- 1992年（平成4年）6月 - 東京都国際理解教育推進校に指定される[6]。
- 2008年（平成20年）11月 - 創立40周年を記念し、創立四十周年記念誌『がくとう』を発行[10]。
- 2009年（平成21年）
  - 4月 - 校庭の一部を芝生化[6]。
  - 10月 - 東京都スポーツ教育推進校に指定される[6]。
- 2015年（平成27年） - オリンピック・パラリンピック教育推進校に指定される[6]。
- 2019年（令和元年）11月 - 東京都プログラミング教育推進校に指定される[6]。

## 著名な出身者
- 下村悠太 - サッカー選手